# 1743 en littérature
| Années de la littérature : 1740 - 1741 - 1742 - 1743 - 1744 - 1745 - 1746    |
| Décennies de la littérature : 1710 - 1720 - 1730 - 1740 - 1750 - 1760 - 1770 |

Cet article présente les faits marquants de l'année 1743 en littérature.

## Événements
- 28 mars : édit du conseil de Régence de Toscane qui gouverne au nom François-Étienne de Habsbourg-Lorraine sur l'imprimerie et la censure dans le Grand-duché de Toscane[1]. Il institut le dépôt légal des imprimeurs, notamment à la bibliothèque Magliabechiana de Florence[2].

- 25 mai (14 mai du calendrier julien) : Benjamin Franklin rédige A Proposal for Promoting Useful Knowledge among the British Plantations in America (« Une Proposition pour promouvoir les connaissances utiles au sein des plantations britanniques d'Amérique »), un article où il propose de refonder le Junto, club à l'origine de la Société philosophique américaine à Philadelphie en Pennsylvanie[3],[4].

- 16 octobre : Christian Wolff devient chancelier de l’université de Halle[5].

- Johann Elias Schlegel se rend à Copenhague en tant que secrétaire privé de l'ambassadeur de Saxe Von Spener[6].

## Parutions
- Robert Blair, The Grave : à poem, London, M. Cooper, 1744 (présentation en ligne), « Poème du Tombeau ».
- Henry Fielding, Miscellanies : The Life of Mr. Jonathan Wild the Great, vol. 3, by A. Millar, 1743 (présentation en ligne) (« Histoire de Jonathan Wild le grand »).
- Anne Claude de Caylus, Contes orientaux : tirés des manuscrits de la Bibliothèque du Roy de France, vol. 1, La Haye (Paris), 1743 (présentation en ligne), en deux volumes.
- Marguerite de Lubert, La Princesse Camion, La Haye (Paris), 1743 (présentation en ligne), conte de fée.
- Diego de Torres Villarroel, Vida : ascendencia, nacimiento, crianza, y aventuras, Séville, Diego Lopez de Haro, 1743 (présentation en ligne)

## Naissances
- 4 mars : Johann David Wyss, auteur suisse († 11 janvier 1818).
- 18 novembre : Johannes Ewald, poète et dramaturge danois († 17 mars 1781).